# Ексиплекс
Ексиплекс (рос. эксиплекс, англ. exciplex) — електроно-збуджений комплекс, що є стабільним лише в електронно-збудженому стані, а при переході в основний стан звичайно дисоціює. Він утворюється збудженими молекулами, не всі з яких обов'язково хімічно ідентичні між собою, з певною стехіометрією. Компонентами при цьому є збуджені молекули в синглетному або триплетному станах, що є акцепторами або донорами електронів, і які можуть взаємодіяти за рахунок різних зв'язків: донорно-акцепторних, водневих, екситонних. Наприклад, комплекс, утворений взаємодією збудженої молекулярної частинки з іншою, яка має іншу структуру та перебуває в основному стані.